# Kenai-hegység
A Kenai-hegység hegylánc az Amerikai Egyesült Államok Alaszka államában. A hegylánc 192 km hosszan nyúlik el a Kenai-félsziget déli végétől a Chugach-hegységig. A Harding– és a Sargent-jégmezők, és még további gleccserek ebből a hegységből erednek. A hegységből több, halban gazdag folyó ered, többek között a Kenai-folyó és a Russian-folyó.
A Kenai indián neve a "Truuli”. A Kenai nevet az észt Constantin von Grewingk geológus, mineralógus publikálta először 1849-ben, I.G. Voznyeszenszkij 1842-ben keletkezett úti beszámolója nyomán.

## A hegység csúcsai
- Baird Peak - 1127 m
- Carpathian Peak - 1785 m
- Mount Alice - 1605 m
- Paradise Peak - 1602 m
- Phoenix Peak - 1571 m
- Tiehacker Mountain - 1211 m
- Truuli Peak - 2015 m

## Fordítás
Ez a szócikk részben vagy egészben  a   Kenai Mountains című angol Wikipédia-szócikk ezen változatának fordításán alapul.  Az eredeti cikk szerkesztőit annak laptörténete sorolja fel. Ez a jelzés csupán a megfogalmazás eredetét és a szerzői jogokat jelzi, nem szolgál a cikkben szereplő információk forrásmegjelöléseként.